# 이다 헨델

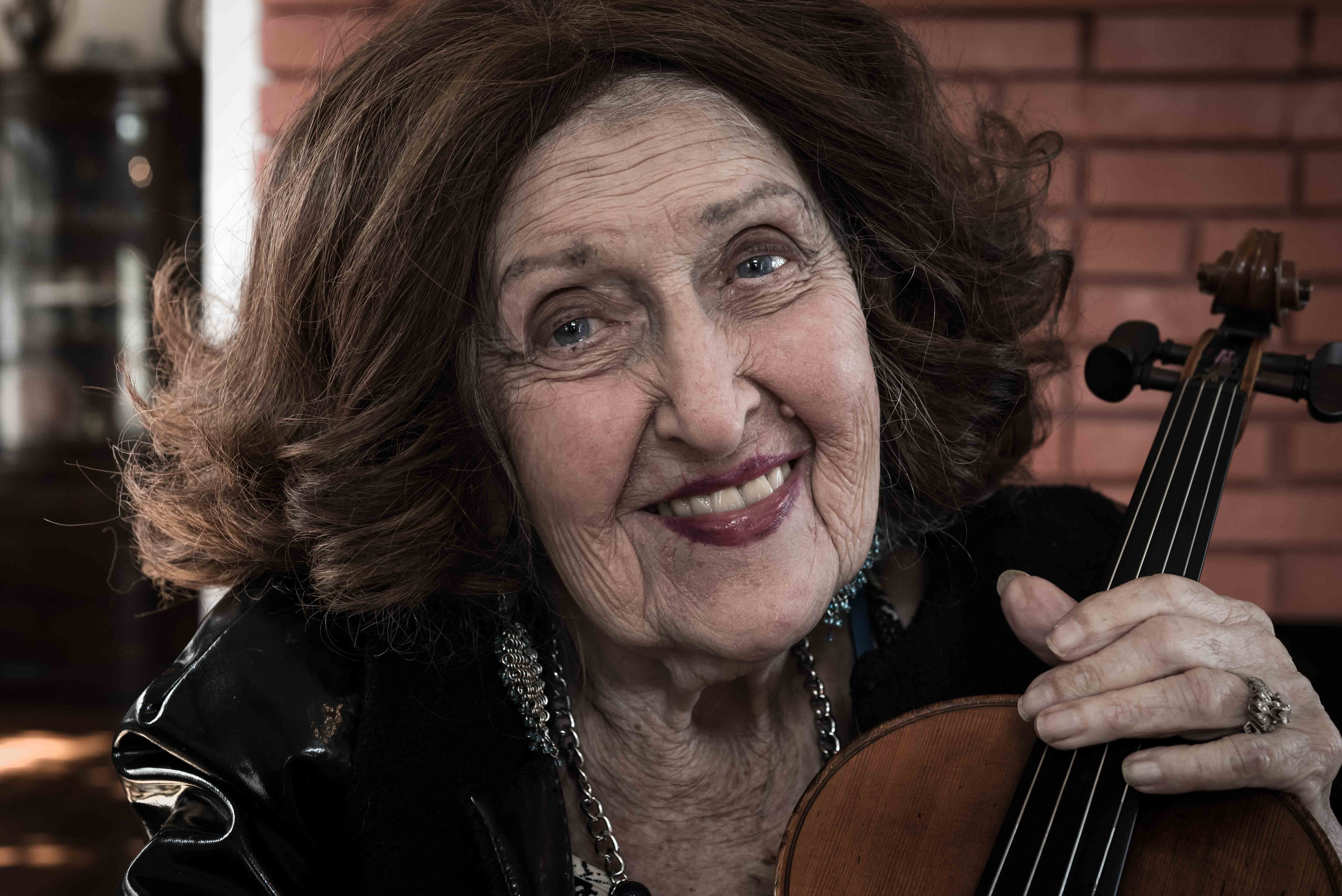

이다 헨델(Ida Haendel CBE, 1928년 12월 15일 ~ 2020년 6월 30일)은 폴란드 태생의 영국의 바이올리니스트이다.
폴란드의 헤움에서 태어나 3세에 바이올린을 처음 잡고 7세에 바르샤바로 가서 미할로비치(Mieczyslaw Michalowicz)를 사사했다. 당시의 저명한 바이올린 교육자였던 칼 플레쉬(Carl Flesch)와의 준비 후에 1935년 제1회 비에니아프스키 콩쿨에 입상하였으며, 후에 바덴바덴과 런던에서 칼 플레쉬, 파리에서 제오르제 에네스쿠(George Enescu)를 사사했다. 1937년에 헨리 우드 경(Sir Henry Wood)의 지휘로 런던에 데뷔해 세계적인 찬사를 받았고 후에 68차례 프롬스에 초대되었다. 1991년 대영 제국 훈장(CBE)을 받았다.
헨델의 연주력과 곡에 대한 이해력은 매우 탁월하여 1949년 봄 헬싱키에서 핀란드 방송 교향악단과 장 시벨리우스(Jean Sibelius)의 바이올린 협주곡을 협연했는데, 그의 연주를 라디오로 들은 시벨리우스에게서 찬사와 감사의 편지를 받았다고 한다.